# پراسپر آوریل
پراسپر آوریل (انگلیسی: Prosper Avril؛ زادهٔ ۱۲ دسامبر ۱۹۳۷) سیاستمدار اهل هائیتی است. وی از ۱۷ سپتامبر ۱۹۸۸ تا ۱۰ مارس ۱۹۹۰ رئیس‌جمهور این کشور بود.